# Chapelle Saint-Cunibert de Bizory
 (août 2024).
Si vous disposez d'ouvrages ou d'articles de référence ou si vous connaissez des sites web de qualité traitant du thème abordé ici, merci de compléter l'article en donnant les références utiles à sa vérifiabilité et en les liant à la section « Notes et références ».
La chapelle Saint-Cunibert est un petit édifice religieux sis à Bizory, au nord-est de Bastogne dans le Luxembourg belge. Un oratoire du XIIe siècle dédié à saint Cunibert, évêque de Cologne, est remplacé par une chapelle baroque au XVIIe siècle. Gravement endommagée durant la Seconde Guerre mondiale et désaffectée dans les années 1960 la chapelle est restaurée à la fin du XXe siècle. Le culte n’y est plus célébré.

## Histoire
Un oratoire est érigé au XIIe siècle, sans doute à l’emplacement d’un lieu païen de culte. L’oratoire est dédié à saint Cunibert, évêque de Cologne de 623 à 633, dont le culte s’est répandu au XIe siècle dans la région par l’influence des moines d’Echternach. Le saint était invoqué pour les personnes en danger de mort.
L’oratoire est remplacé  au XVIIe siècle par une chapelle. La nouvelle chapelle est documentée pour la première fois dans un texte de 1602.
Au long de son histoire la chapelle était étape du pèlerinage aux ‘trois saintes Maries', avec les églises des villages voisins de Noville, Sainlez et Houffalize.
À la fin de la Seconde Guerre mondiale l’offensive des Ardennes (décembre 1944) causa beaucoup de dégâts dans la région de Bastogne. Le village de Bizory et sa chapelle Saint-Cunibert ne furent pas épargnés. Gravement endommagée et laissée à l’abandon elle se délabre progressivement et le culte y est suspendu dans les années 1960.  Bien que faisant l’objet d’une mesure de classement au patrimoine national dès 1956, elle reste sans protection. Elle est pillée et vandalisée: son mobilier d’église baroque a disparu. Rien ne se fait avant une timide restauration au début des années 1970.
Une association d’Amis de la chapelle’ est créée pour la restaurer au début du XXIe siècle. La chapelle est définitivement fermée au culte en 2009. En 2016 la restauration est presqu’achevée. Devenu lieu d’animations culturelles la chapelle sera peut-être liée au ‘Bois de la Paix’ qui la voisine, un espace boisé crée en 1994 pour le 50e anniversaire de la bataille des Ardennes.

## Patrimoine
Le riche mobilier d’église baroque, sans doute œuvre de l’artiste ardennais renommé Scholtus, a disparu, dont trois autels polychromes de la fin du XVIe siècle. 
- Une statue de la Vierge offrant une grappe de raisins à l’Enfant-Jésus (Notre-Dame aux raisins) de la fin du XVIe siècle se trouve - avec d’autres sauvées du pillage - au musée en Piconrue, à Bastogne.
- Un linteau de porte intérieure, en forme de fronton triangulaire, illustrant la Sainte-Trinité se trouve également au Musée en Piconrue, à Bastogne.
- Le porche est prolongé vers l’extérieur d’un ‘calvaire’. Le Christ gothique polychrome qui s’y trouvait a disparu et fut remplacé par un crucifix de facture récente. Il est toujours objet de vénération populaire.